# Kitāb al-Jāmiʻ li-mufradāt al-adwiya wa-l-aghdhiya
Kitāb al-Jāmiʻ li-mufradāt al-adwiya wa-l-aghdhiya (كتاب الجامع لمفردات الأدوية والأغذية  en árabe, "Libro recopilatorio de medicinas y alimentos simples") es una enciclopedia escrita por el botánico al-Ándalus Ibn al-Baitar, la cual es considerada una de las más notables compilaciones botánicas de la historia. 
En esta obra se describen 1400 especies de plantas, alimentos y drogas, 300 de las cuales eran descubrimientos propios de Ibn al-Baitar. El libro contiene referencias a 150 autores árabes y a 20 autores griegos previos. Fue traducida al latín y tuvo una gran influencia en el desarrollo de los biólogos y herboristas europeos de los siglos XVIII y XIX.